# Зала на славата на музикалните награди „Грами“
Залата на славата на музикалните награди „Грами“ (на английски: Grammy Hall of Fame) е зала на славата за почитане на музикални записи с трайно качествено или историческо значение. Приетите се избират ежегодно от специална комисия от изтъкнати и знаещи професионалисти от всички клонове на звукозаписното изкуство. Тя се контролира от Звукозаписната академия в Съединените щати и е създадена през 1973 г. Записите (сингли и албуми) във всички жанрове отговарят на условията за избор и трябва да са на възраст над 25 години, за да бъдат взети предвид. Допълненията към списъка се избират ежегодно от комисия от професионалисти в звукозаписните изкуства.